# Resultados do Carnaval de Fortaleza em 2015
Resultados do Carnaval de Fortaleza em 2015.

## Maracatu
| Colocação | Maracatu            | Pontos | Desempate | Ref.        |
| --------- | ------------------- | ------ | --------- | ----------- |
| 1º        | Vozes da África     | 117    | Rainha    | [ 1 ] [ 2 ] |
| 2º        | Nação Fortaleza     | 117    |           | [ 3 ]       |
| 3º        | Maracatu Nação Pici | 117    |           | [ 2 ]       |
| 4         | Rei de Paus         |        |           | [ 3 ]       |
| 5         | Ás de Ouro          |        |           | [ 3 ]       |
| 6         | Nação Iracema       |        |           | [ 3 ]       |
| 7         | Nação Baobab        |        |           | [ 3 ]       |
| 8         | Solar               |        |           | [ 3 ]       |
| 9         | Kizomba             |        |           | [ 3 ]       |
| 10        | Nação Palmares      |        |           | [ 3 ]       |
| 11        | Nação Axé de Oxóssi |        |           | [ 3 ]       |
| 12        | Rei do Congo        |        |           | [ 3 ]       |
| 13        | Filhos de Iemanjá   |        |           | [ 3 ]       |
| 14        | Rei Zumbi           |        |           | [ 3 ]       |

## Escolas de samba
| Colocação | Escola                      | Pontos | Ref.  |
| --------- | --------------------------- | ------ | ----- |
| 1º        | Unidos do Acaracuzinho      | 178    | [ 2 ] |
| 2º        | Mocidade da Bela Vista      | 156    | [ 2 ] |
| 3º        | Corte do Samba              | 152    | [ 2 ] |
| 4         | Imperadores da Parquelândia |        | [ 3 ] |
| 5         | Girassol de Iracema         |        | [ 3 ] |
| 6         | Colibri                     |        | [ 3 ] |
| 7         | Tradição da Bela Vista      |        | [ 3 ] |

## Blocos
| Colocação | Bloco              | Pontos | Ref.  |
| --------- | ------------------ | ------ | ----- |
| 1º        | A Turma do Mamão   | 118    | [ 2 ] |
| 2º        | Doido é Tu         | 114    | [ 2 ] |
| 3º        | Balakubaku Folia   | 112    | [ 2 ] |
| 4         | Unidos da Vila     |        | [ 3 ] |
| 5         | Garotos do Benfica |        | [ 3 ] |
| 6         | Prova de Fogo      |        | [ 3 ] |
| 7         | Império da Vila    |        | [ 3 ] |
| 8         | Garotos do Parque  |        | [ 3 ] |

## Afoxé
| Colocação | Afoxé         | Ref.  |       |
| --------- | ------------- | ----- | ----- |
| 1º        | Filhos de Oyá | [ 2 ] |       |
| 2º        | Obá Sá Rewa   | [ 2 ] |       |
| 3º        | Acabaca       | [ 2 ] |       |
| 4         | Oxum Odolá    |       | [ 3 ] |

## Cordão
| Colocação | Bloco                | Pontos | Desempate                | Ref.  |
| --------- | -------------------- | ------ | ------------------------ | ----- |
| 1º        | Barão Folia          | 112    | Maior número de notas 10 | [ 2 ] |
| 2º        | Princesa do Frevo    | 112    |                          | [ 2 ] |
| 3º        | Vampiros da Princesa | 111    |                          | [ 2 ] |
| 4         | As Bruxas            |        |                          | [ 3 ] |